# Conflitos luso-cingaleses
Os Conflitos Luso-Cingaleses foram uma série de encontros armados travados entre 1518 e 1658 na ilha do Ceilão, hoje conhecida como Sri Lanka, entre o Império Português e os reinos cingaleses ou tâmules, indígenas. Na história do Sri Lanka engloba a "Era de Transição" até à "Era de Cândea". Um conjunto de manobras políticas e militares rendeu aos portugueses o controlo da maioria da ilha mas o ataque contra o último reino independente foi um desastre de que resultou um impasse e uma trégua em 1621. A guerra reacendeu-se me 1638 quando a Companhia Holandesa das Índias Orientais interveio no conflito, inicialmente como uma aliada dos cingaleses contra os portugueses e mais tarde como uma inimiga de ambas as partes. A guerra concluiu-se em 1658 com a expulsão dos portugueses, o controlo por parte dos holandeses de metade da ilha e o reino de Cândea da outra metade.
Os portugueses chegaram ao Ceilão em 1505, inicialmente como mercadores à procura de participar no rentável comércio das especiarias. A Crise Cingalesa do Séc. XVI (1521-1597) começou com a partição do reino de Cota entre três irmãos, que desencadearam uma série de guerras entre si. Os portugueses passaram a intervir na política interna cingalesa e a explorar as rivalidades entres os vários reinos a começar em 1527. Os Portugueses expandiram a sua influencia através da colocação de reis fantoche nos tronos de vários reinos e através do governo directo de outras áreas. Estas maquinações renderam aos portugueses o controlo do Reino de Cota em 1551. Não obstante, o principal beneficiário revelou-se o Reino de Ceitavaca, que entre 1521 e 1587 se expandiu através da conquista dos outros reinos até ter debaixo do seu controlo a maioria do Ceilão.
Tentou o rei Rajasinha de Ceitavaca expulsar da ilha os portugueses mas viu-se ele rechaçado com pesadas perdas no cerco de Colombo de 1587-1588. A maioria dos territórios por si recentemente conquistados depois revoltaram-se-lhe. Os reinos rivais e mal organizados tornaram-se presas fáceis para os portugueses e mediante uma série de manobras políticas e conflitos militares os portugueses conquistaram Jafanapatão em 1591, Raigama em 1593 e Ceitavaca em 1593.
Em 1592, os portugueses colocaram um rei-fantoche no trono de Cândea mas este morreu pouco depois em circunstâncias suspeitas e viram-se obrigados a retirar-se. Os portugueses lançaram uma invasão militar de Cândia na mira de conquistar o reino na Campanha de Danture de 1594. A invasão redundou num desastre para os portugueses, com todo o seu exército exterminado pelas forças cingalesas. A guerra degenerou num impasse, com novas tentativas portuguesas de conquistar o reino de Cândea repetidamente rechaçadas, ao passo que os candeses não conseguiam expulsar os portugueses do resto da ilha. Uma série de rebeliões tanto no território controlado pelos portugueses como no Reino de Cândea obrigaram ambos os lados a acordar uma trégua em 1621. O tratado obrigou Cândea a tornar-se formalmente um estado vassalo de Portugal mas que, na verdade, salvaguardava a sua independência. Isto permitiu que ambos os lados esmagassem as rebeliões nos seus respectivos territórios e pôs fim ao conflito directo entre os dois os dezassete anos seguintes. Os portugueses também conseguiram conquistar os chefes Vanni em 1621.
Esta paz podre acabou quebrada pela intervenção da Companhia Holandesa das Índias Orientais em 1638, que procurou explorar a situação para assumir o controlo das possessões portuguesas como parte da Guerra Luso-Holandesa. Os holandeses firmaram uma aliança com Cândea e, juntos, venceram várias batalhas contra os portugueses, mais notavelmente o cerco de Galle em 1640. No entanto, a aliança Holandesa-Cândesa ruiu e as três potências lutaram entre si numa guerra triangular durante algum tempo. Os holandeses e os candeses renovaram a sua aliança em 1649 para expulsar os portugueses da ilha. A fortaleza portuguesa em Colombo foi conquistada em 1656, mas, feito isto, os holandeses traíram imediatamente os seus aliados candeses, assumindo então o controlo das possessões portuguesas.
Chegada ao fim a guerra, em 1658, todas as forças portuguesas haviam sido expulsas da ilha. Restou o reino de Cândea como único estado indígena sobrevivente, tendo sob o seu controlo quase metade do Sri Lanka. Os grandes centros populacionais ficaram sob o controlo dos holandeses.